# Irina Jevgenyjevna Csernyajeva
Irina Jevgenyjevna Csernyajeva, oroszul: Ирина Евгеньевна Черняева (Moszkva, 1955. október 29. –) szovjet-orosz műkorcsolyázó, olimpikon.

## Pályafutása
1972–73-ban Vaszilij Blagovval versenyzett. 1972-ben párosban szovjet bajnokok lettek és részt vettek az 1972-es szapporói olimpián, ahol a hatodik helyen végeztek. 1973-ban második lettek a szovjet bajnokságban.
Férje Vjacseszlav Anyiszin (1951) világbajnok jégkorongozó. Lányuk Marina Anissina (1975, Marina Vjacseszlavovna Anyiszina) francia színekben Gwendal Peizerat oldalán 2002-ben olimpiai bajnok lett jégtáncban. Fiúk Mihail Anyiszin (1988) jégkorongozó.

## Eredményei
| Esemény               | 1972 | 1973 |
| --------------------- | ---- | ---- |
| Téli olimpiai játékok | 6.   |      |
| Világbajnokság        | 6.   | 7.   |
| Európa-bajnokság      | 6.   | 5.   |
| Szovjet bajnokság     | 1.   | 2.   |